# Diplostix mazuri
Diplostix mazuri är en skalbaggsart som beskrevs av Vienna 2007. Diplostix mazuri ingår i släktet Diplostix och familjen stumpbaggar. Inga underarter finns listade i Catalogue of Life.